# قایق نجات
قایق نجات (انگلیسی: Lifeboat) فیلمی در ژانر بقا و به کارگردانی آلفرد هیچکاک است که در سال ۱۹۴۴ منتشر شد.

## داستان
جنگ جهانی دوم. یک کشتی مسافربری با اژدر یک زیردریایی آلمانی غرق می‌شود، اما چند نفر از سرنشینانش خود را به یک قایق نجات می‌رسانند؛ در حالی که زیردریایی نیز بر اثر انفجار غرق می‌شود و یک آلمانی (والتر اسلزک) نیز به قایق می‌آید.

## بازیگران
- تلولا بنک‌هد
- ویلیام بندیکس
- هنری هال
- هدر آنجل
- هیوم کرونین
- مری اندرسون
- کانادا لی
- والتر اسلزک
- جان هودیاک

## جوایز
این فیلم در ۱۶مین دورهٔ جوایز اسکار در سال ۱۹۴۴، نامزد دریافت جایزه اسکار برای رشته‌های زیر بود:
- جایزه اسکار بهترین فیلمبرداری سیاه و سفید به «گلن مک‌ویلیامز»
- جایزه اسکار بهترین داستان غیراقتباسی به جان استاینبک
- جایزه اسکار بهترین کارگردانی به آلفرد هیچکاک
- جایزهٔ حلقه منتقدان فیلم نیویورک به «تَلولا بنک‌هد» بابت «بهترین بازیگر زن»
- یکی از ۱۰ فیلم برتر سال ۱۹۴۴ به انتخاب مجلهٔ سینمایی «فیلم دیلی»[۴]
- بهترین فیلم سال ۱۹۴۴ به انتخاب هیئت ملی بازبینی فیلم[۵]